# Leichtathletik-Weltmeisterschaften 2013/Teilnehmer (Griechenland)
| Gelbes Symbol für Goldmedaillen mit stilisierten Olympischen Ringen | Graues Symbol für Silbermedaillen mit stilisierten Olympischen Ringen | Braundes Symbol für Bronzemedaillen mit stilisierten Olympischen Ringen |
| ------------------------------------------------------------------- | --------------------------------------------------------------------- | ----------------------------------------------------------------------- |
| —                                                                   | —                                                                     | —                                                                       |

Der Leichtathletik-Verband Griechenlands stellte bei den Leichtathletik-Weltmeisterschaften 2013 in der russischen Hauptstadt Moskau neun Athletinnen und acht Athleten.

## Ergebnisse

### Männer

#### Laufdisziplinen
| Athlet                      | Disziplin    | Vorlauf | Vorlauf | Halbfinale         | Halbfinale         | Finale             | Finale             |
| Athlet                      | Disziplin    | Zeit    | Platz   | Zeit               | Platz              | Zeit               | Platz              |
| --------------------------- | ------------ | ------- | ------- | ------------------ | ------------------ | ------------------ | ------------------ |
| Lykourgos-Stefanos Tsakonas | 200 m        | 20,55 s | 14      | 20,56 s            | 17                 | nicht qualifiziert | nicht qualifiziert |
| Konstandinos Douvalidis     | 110 m Hürden | 13,55 s | 19      | nicht qualifiziert | nicht qualifiziert | nicht qualifiziert | nicht qualifiziert |
| Alexandros Papamichail      | 20 km Gehen  |         |         |                    |                    | 1:23:48 h SB       | 16                 |
| Alexandros Papamichail      | 50 km Gehen  |         |         |                    |                    | DNS                | DNS                |

#### Sprung/Wurf
| Athlet                  | Disziplin      | Qualifikation | Qualifikation | Finale             | Finale             |
| Athlet                  | Disziplin      | Weite/Höhe    | Platz         | Weite/Höhe         | Platz              |
| ----------------------- | -------------- | ------------- | ------------- | ------------------ | ------------------ |
| Konstandinos Filippidis | Stabhochsprung | 5,55 m        | 3             | 5,65 m             | 10                 |
| Konstandinos Baniotis   | Hochsprung     | 2,26 m        | 9             | 2,25 m             | 10                 |
| Adonios Mastoras        | Hochsprung     | 2,26 m        | 13            | nicht qualifiziert | nicht qualifiziert |
| Louis Tsatoumas         | Weitsprung     | 8,00 m        | 6             | 7,98 m             | 10                 |
| Dimitris Tsiamis        | Dreisprung     | 16,69 m       | 11            | 16,66 m            | 10                 |

### Frauen

#### Laufdisziplinen
| Athletin             | Disziplin   | Vorlauf | Vorlauf | Halbfinale | Halbfinale | Finale             | Finale             |
| Athletin             | Disziplin   | Zeit    | Platz   | Zeit       | Platz      | Zeit               | Platz              |
| -------------------- | ----------- | ------- | ------- | ---------- | ---------- | ------------------ | ------------------ |
| Maria Belimbasaki    | 200 m       | 23,41 s | 33      | 23,46 s    | 23         | nicht qualifiziert | nicht qualifiziert |
| Kalliopi Astropekaki | Marathon    |         |         |            |            | 2:47:12 h          | 29                 |
| Andigoni Drismbioti  | 20 km Gehen |         |         |            |            | 1:33:42 h PB       | 32                 |

#### Sprung/Wurf
| Athletin               | Disziplin      | Qualifikation | Qualifikation | Finale             | Finale             |
| Athletin               | Disziplin      | Weite/Höhe    | Platz         | Weite/Höhe         | Platz              |
| ---------------------- | -------------- | ------------- | ------------- | ------------------ | ------------------ |
| Nikoleta Kyriakopoulou | Stabhochsprung | 4,45 m        | 13            | nicht qualifiziert | nicht qualifiziert |
| Stella-Iro Ledaki      | Stabhochsprung | NMH           | NMH           | –––                | –––                |
| Antonia Stergiou       | Hochsprung     | 1,83 m        | 20            | nicht qualifiziert | nicht qualifiziert |
| Niki Panetta           | Dreisprung     | 13,69 m       | 15            | nicht qualifiziert | nicht qualifiziert |
| Athanasia Perra        | Dreisprung     | 13,92 m       | 11            | 13,75 m            | 12                 |

#### Siebenkampf
| Athletin        | Disziplin | 100 m Hürden | Hochsprung | Kugelstoßen | 200 m      | Weitsprung | Speerwurf | 800 m          | Punkte | Platz |
| --------------- | --------- | ------------ | ---------- | ----------- | ---------- | ---------- | --------- | -------------- | ------ | ----- |
| Sofia Yfandidou | Ergebnis  | 13,93 s      | 1,65 m     | 12,89 m     | 25,94 s SB | 5,85 m     | 53,66 m   | 2:17,74 min SB | 5894   | 23    |
| Sofia Yfandidou | Punkte    | 988          | 795        | 720         | 802        | 804        | 931       | 854            | 5894   | 23    |